# Židovský stát

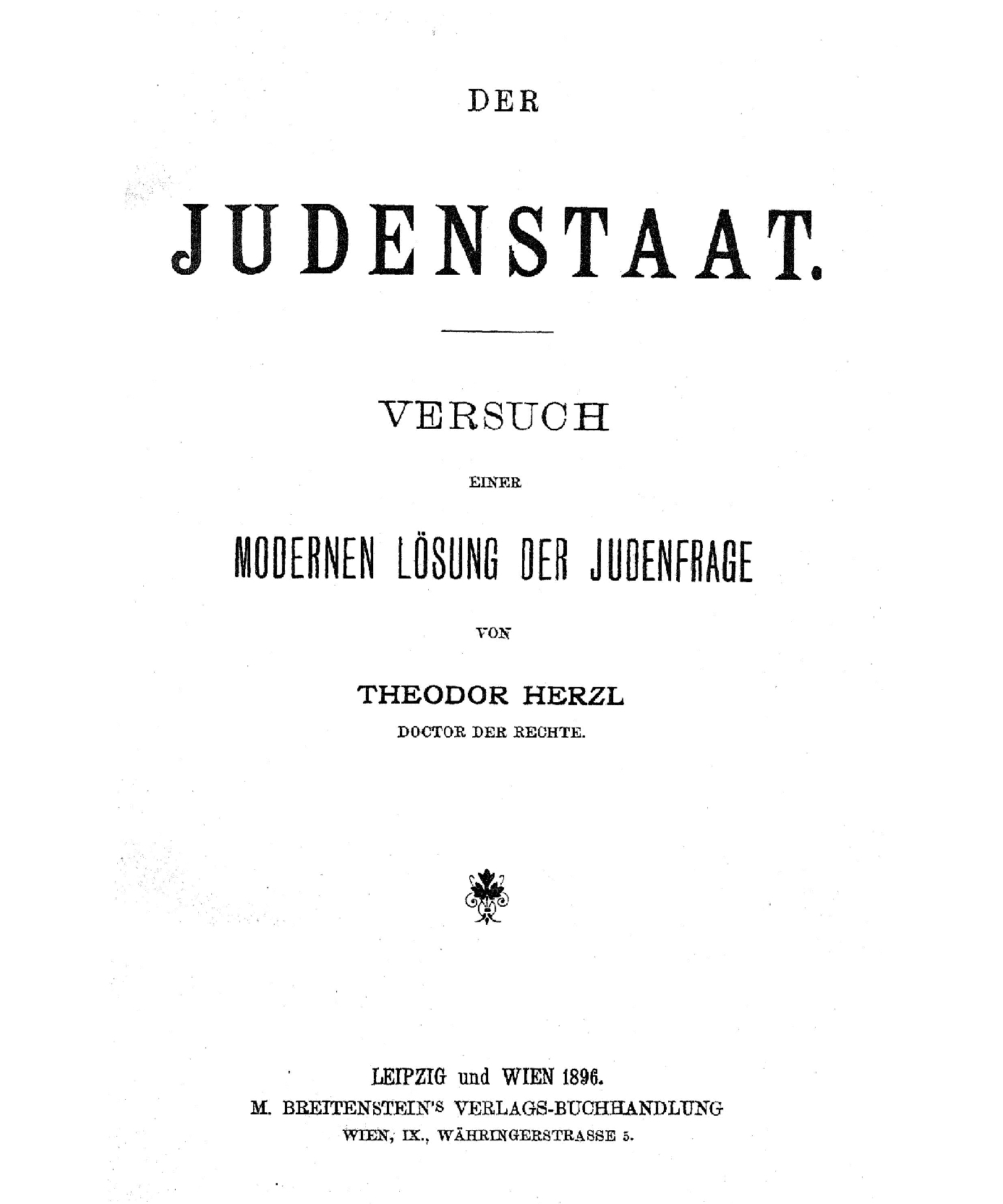
Kniha Der Judenstaat (Židovský stát, 1896) od Theodora Herzla

Pojmy Židovský stát a domovina pro židovský lid jsou používány k popsání Státu Izrael a zároveň k odkazu na jeho status národního státu pro židovský lid. Svůj původ má spojení „národní domovina pro židovský lid“ v Balfourově deklaraci z roku 1917 a po dlouhá léta se vyvíjelo. Pojetí národní domoviny pro židovský lid je uchováváno izraelskou národní politikou a je odráženo v mnoha izraelských veřejných institucích. Toto pojetí bylo uzákoněno Deklarací nezávislosti Státu Izrael, která byla slavnostně přečtena 14. května 1948, stejně jako Zákonem o návratu, který byl Knesetem schválem 5. července 1950, a který říká, že „každý Žid má právo přijít do této země jako oleh“.

## Židovský stát nebo stát Židů?
V Izraeli probíhá dlouho trvající debata o charakteru státu, týkající se toho, zda by se měla více podporovat a uchovávat židovská kultura, zda by měl být zaváděn do škol judaismus a zda by měly být zachovávány zákony kašrutu a dodržování šabatu. Tato diskuse reflektuje historické rozdělení mezi sionisty a židovskými občany Izraele, kde tvoří značnou část sekulární a menšinu pak tradiční a ortodoxní skupiny, zatímco většina obyvatel je tak někde mezi.
Sekulární sionismus, historicky dominantní proud sionismu, je zakořeněn v pojetí Židů coby národa, který má právo na sebeurčení. Další důvod, který je někdy zmiňován v souvislosti se založením Izraele je ten, že Židé potřebovali stát, kde by se nemuseli obávat antisemitismu a mohli žít v míru.
Náboženští sionisté věří, že víra a tradiční obřady jsou pro židovský lid ústřední záležitostí a odporují myšlence, že Židé budou sekulárním národem jako každý jiný. Namísto toho se usilují o založení toho, co chápou jako „pravé židovské společenství“. Tj. takové společenství, které bude zachovávat a podporovat židovské dědictví. V židovských národních aspiracích spatřují prokletí a nastiňují analogii k asimilaci Židů v diaspoře, kteří odvrhli židovskou kulturu a tvrdí, že sekulární Izrael se rovná založení státu, kde budou Židé masově asimilovat jako národ.